# Ferrari 625F1

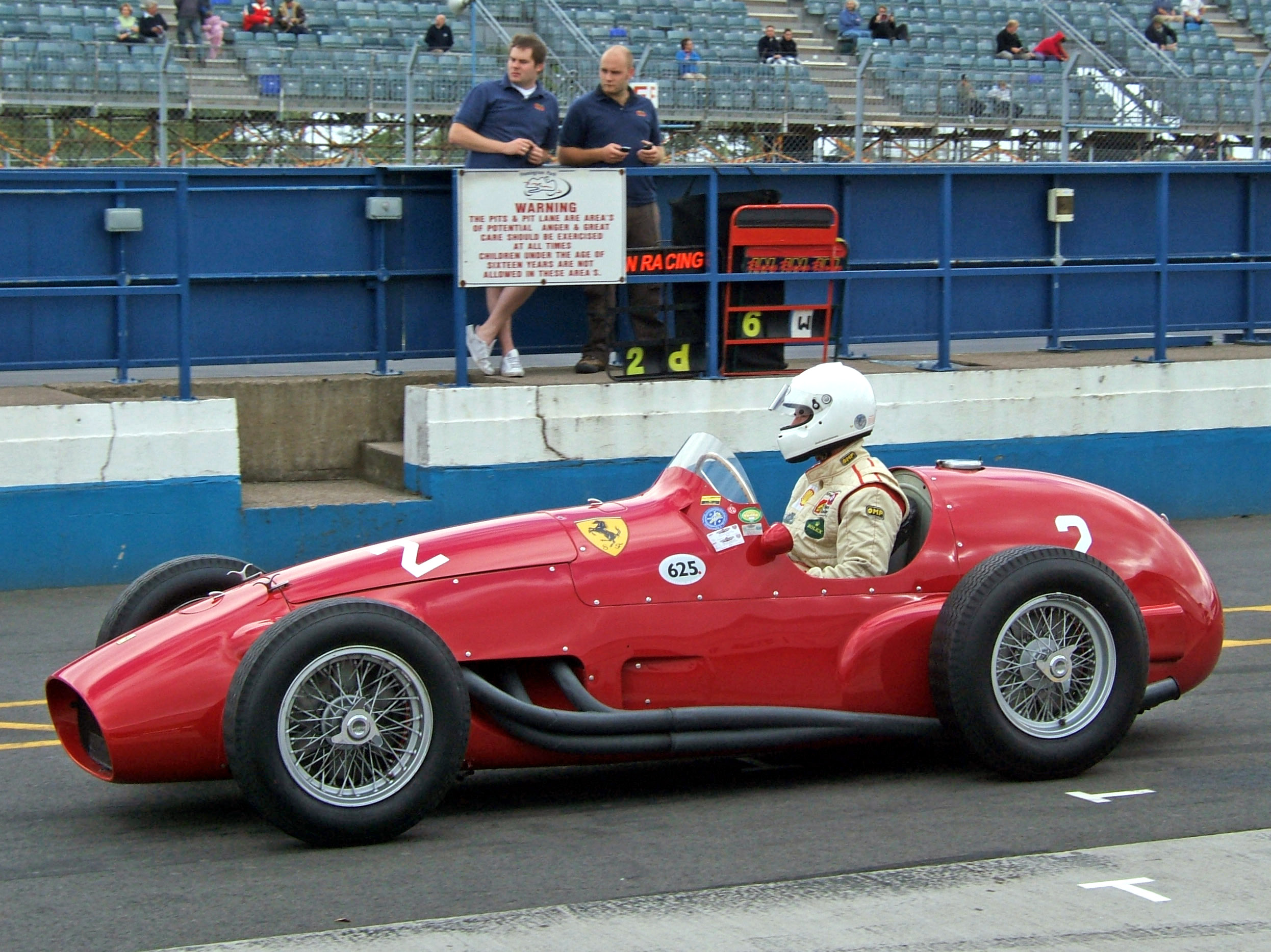
A Tipo625 Doningtonban 2007-ben

Ferrari autó, 1954-től a 2,5 literes motorok bevezetése után kezdték el használni, egészen 1958-ig, a Scuderia Ferrari új versenyautója, a 246 Dino bevezetéséig maradt a Formula–1-ben.
Az első versenyautók átépített 500-asok voltak 2,5 literes, 4-hengeres motorral. A hajtóművet eredetileg a Ferrari 553 Squalo versenyautóra fejlesztették. A 625F1 először a Formula–1 argentin nagydíjon  vett részt 1954-ben.

## Fordítás
- Ez a szócikk részben vagy egészben  a   Ferrari 625F1 című német Wikipédia-szócikk fordításán alapul.  Az eredeti cikk szerkesztőit annak laptörténete sorolja fel. Ez a jelzés csupán a megfogalmazás eredetét és a szerzői jogokat jelzi, nem szolgál a cikkben szereplő információk forrásmegjelöléseként.